# Arbéost
Arbéost település Franciaországban, Hautes-Pyrénées megyében. Lakosainak száma 78 fő (2022. január 1.). Arbéost Louvie-Soubiron, Ferrières, Béost és Arrens-Marsous községekkel határos.

## Népesség
A település népességének változása:
| Lakosok száma | 87   | 85   | 85   | 84   | 84   | 82   | 80   | 78   |
|               | 2013 | 2015 | 2017 | 2018 | 2019 | 2020 | 2021 | 2022 |